# DSDV

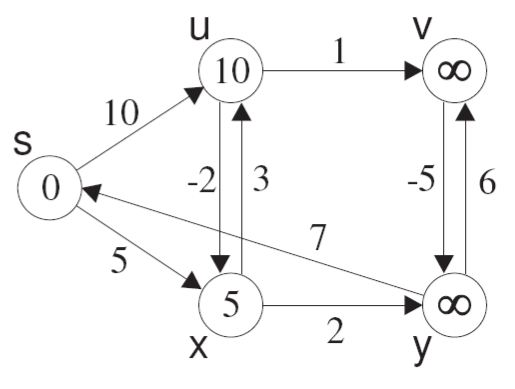
Fig.1 Algorisme Bellman-Ford

DSDV (acrònim de Destination-Sequenced Distance-Vector Routing) és un protocol d'enrutament basat en taules per a xarxes mòbil ad hoc (MANET) i que segueix l'algorisme Bellman-Ford. DSDV va ser desenvolupat per C. Perkins i P. Bhagwat el 1994.

## Propietats
- Cada node manté una taula de rutes amb el vector distància per arribar a tots els nodes disponibles.
- Periòdicament s'informa (broadcast) de les distàncies a tots els nodes.

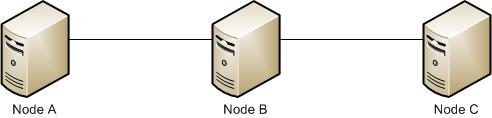
Fig.1 Xarxa amb 3 nodes

| Destí | Proper Hop (salt) | Nombre de Hops |
| ----- | ----------------- | -------------- |
| A     | A                 | 0              |
| B     | B                 | 1              |
| C     | C                 | 2              |